# 中華工程教育學會
中華工程教育學會，是一個非營利、非政府組織，致力於台灣工程與技術教育課程認證之機構。為擁有國際承認之教育認證體制機構。主要業務在於規劃及執行符合國際標準的工程教育(EAC)、資訊教育(CAC)、技術教育(TAC)及建築教育(AAC)認證。2007年6月，該學會已晉升為「华盛顿协议」(Washington Accord，簡稱WA)之正式會員。受予認證範圍，於大學以系、所為單位，由各系、所自訂教育目標，依認證相關規範下，以進行課程及系所之改善。

## 外部連結
- 中華工程教育學會官網（页面存档备份，存于）（繁體中文）
- 國際工程聯盟（页面存档备份，存于）（英文）